# مارسیا بال
مارسیا بال (انگلیسی: Marcia Ball؛ زادهٔ ۲۰ مارس ۱۹۴۹) یک موسیقی‌دان اهل ایالات متحده آمریکا است. وی از سال ۱۹۷۰ میلادی تاکنون مشغول فعالیت بوده‌است.